# Windveer (bouwkunde)

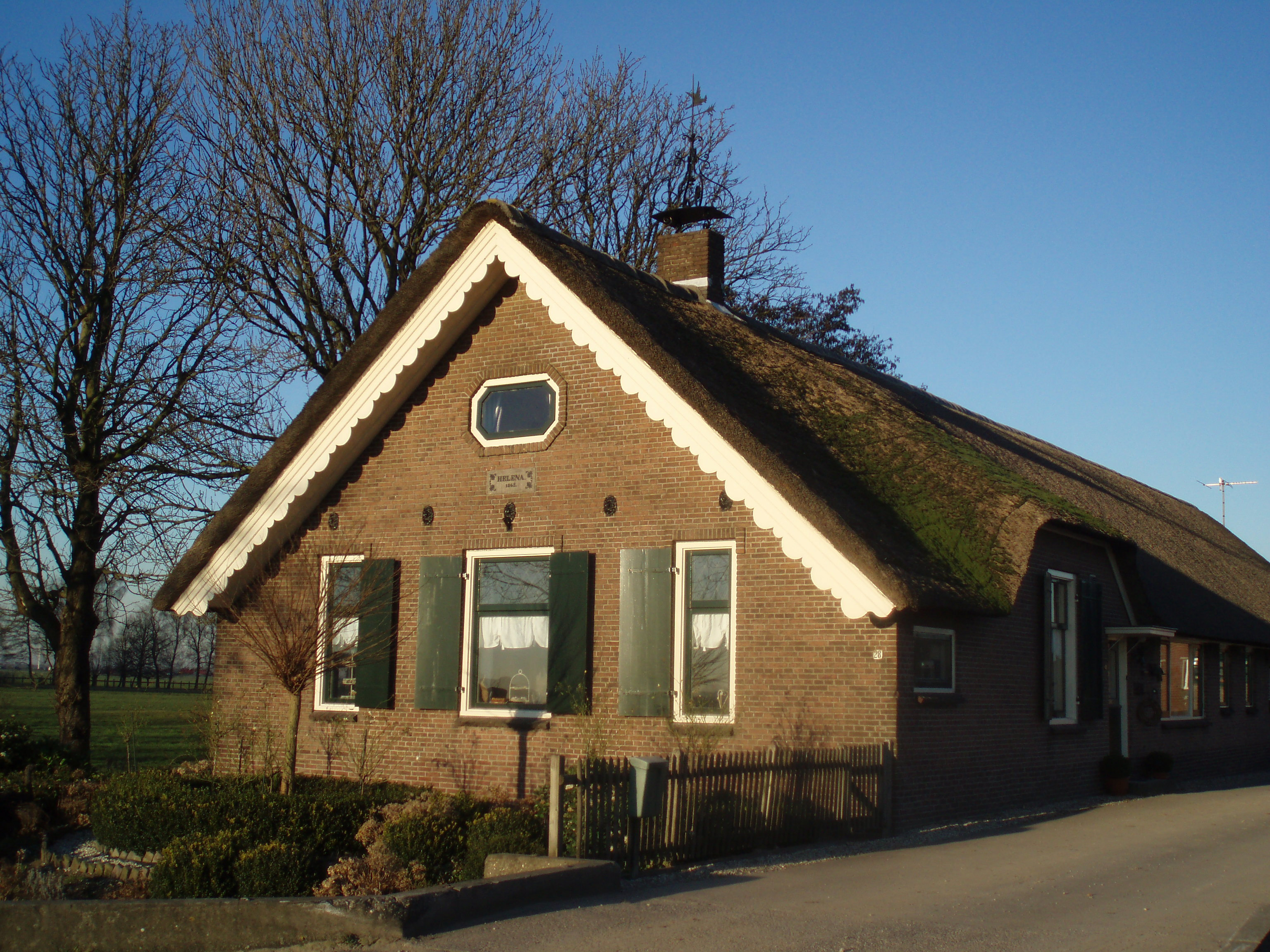
Boerderij met windveer

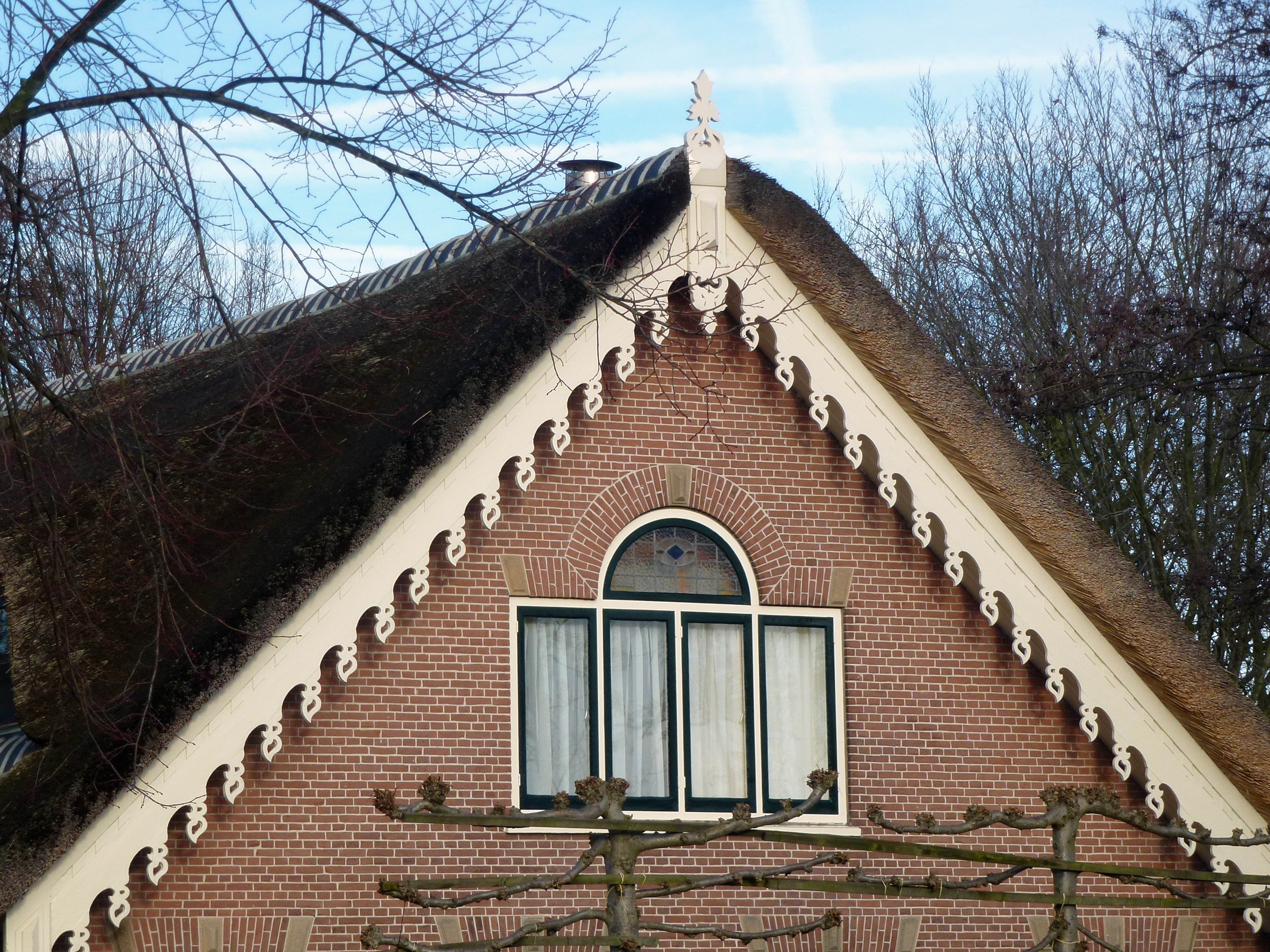
Windveer in Gouda

Een windveer is een bouwkundige inrichting die ervoor zorgt dat wind en regen niet onder de dakbedekking kunnen komen, ongeacht of deze uit riet dan wel uit dakpannen bestaat. Een windveer hoeft niet te worden aangebracht als de gevel hoger is dan het dak.
De windveer bevindt zich gewoonlijk onder het waterbord en kan bestaan uit een eenvoudige plank die de daklijst volgt.
Omdat de windveer erg opvalt wordt ze vaak extra afgewerkt. Bij middeleeuwse houten huizen was ze dikwijls geschulpt, maar veel geraffineerder vormen zijn later in zwang geraakt. Bij 19e-eeuwse openbare gebouwen ziet men vaak zeer opvallend gesneden windveren, waaraan een sierspant met ajourwerk is toegevoegd. Men spreekt dan van chaletstijl.
Bij Zaanse houten huizen is de windveer soms afgewerkt met golvende of druipende motieven.